# クロウミガメ
クロウミガメ（黒海亀、学名：Chelonia mydas agassizii）は、カメ目ウミガメ科に分類されるウミガメの1種である。
アオウミガメに酷似し、アオウミガメの亜種とする説（Bowenら、1993年。その場合の学名はChelonia mydas agassizii）と、同属の別種とする説（Pritchardら、1983年。その場合の学名は Chelonia agassizii）がある。なお学名にある"agassizii"は、アメリカの海洋学者ルイ・アガシーに因んだ献名である。

## 概要
成体の甲長は70-80cmほど。名前の通りアオウミガメに比べて全体的に黒い。また腹部や頭部の鱗板（甲や頭にある比較的大きな鱗）の周辺部が、アオウミガメは黄色であるのに対してクロウミガメは黒い。またアオウミガメと比べると小柄である。
メキシコの東部沿岸、ガラパゴス諸島、ハワイ周辺など、東太平洋沿岸の熱帯・温帯域に分布する。日本で見られることはほとんどないが、1998年4月、5月に西表島近海で初めて観察されている他、沖縄本島北端にある宜名真漁港でも確認されている。
主食はアオウミガメ同様に海草や海藻である。
クロウミガメの個体数は近年減少傾向であると言われているが、詳細は不明である。Euro Tartle（2001年）によると産卵可能な雌の個体数は3千頭以上と推定されている。
日本でクロウミガメを飼育している施設は少なく、南知多ビーチランド、沖縄美ら海水族館、日和佐うみがめ博物館カレッタ、神戸須磨シーワールド、むろと廃校水族館が知られる。